# Catedral de San Miguel y San Jorge
La Catedral de San Miguel y San Jorge (en inglés: St. Michael and St. George Cathedral) es la sede de la Diócesis Anglicana de Grahamstown en Grahamstown, Sudáfrica, en la Provincia Oriental del Cabo. Es la sede episcopal del Obispo de Grahamstown. La catedral se encuentra en la Plaza de la Iglesia. Tiene la torre más alta en el sur de África (53.6 m/176 pies).
La construcción comenzó en el área en 1824. La Catedral se abrió para su uso en 1830 y se convirtió en un refugio para mujeres y niños durante las guerras xhosa.